# Perry (Michigan)
Perry é uma cidade localizada no estado americano de Michigan, no Condado de Shiawassee.

## Demografia
Segundo o censo americano de 2000, a sua população era de 2065 habitantes.
Em 2006, foi estimada uma população de 2086, um aumento de 21 (1.0%).

## Geografia
De acordo com o United States Census Bureau tem uma área de
7,6 km², dos quais 7,4 km² cobertos por terra e 0,2 km² cobertos por água. Perry localiza-se a aproximadamente 271 m acima do nível do mar.

## Localidades na vizinhança
O diagrama seguinte representa as localidades num raio de 20 km ao redor de Perry.